# Jurij Luzkyj

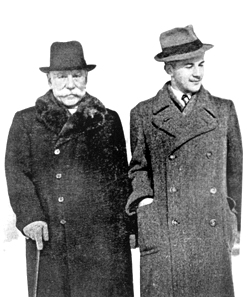
Jurij Luzkyj mit seinem Großvater Stepan Smal-Stozkyj in Prag, 1937

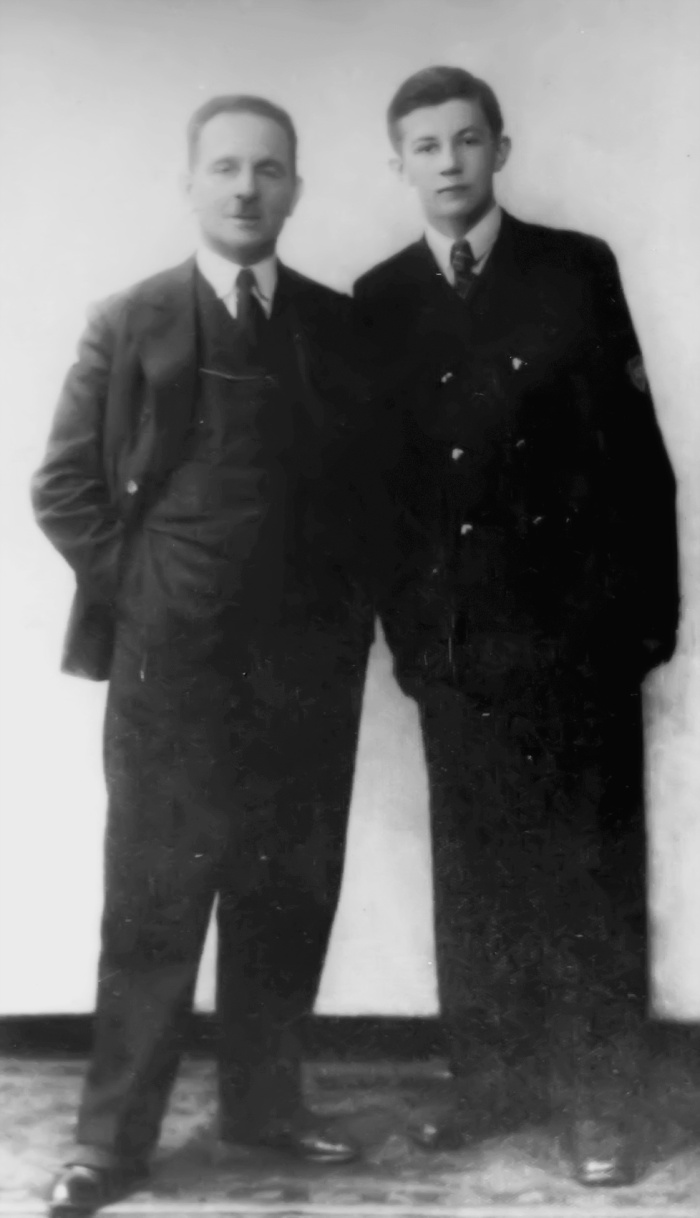
Jurij Luzkyj mit seinem Vater Ostap Luzkyj, 1936

Jurij Stepan Nestor Luzkyj (ukrainisch Юрій Степан Нестор Луцький, englisch George S. N. Luckyj; * 11. Juni 1919 in Janczyn, Ukrainische Volksrepublik; † 22. November 2001 in Toronto, Kanada) war ein ukrainisch-kanadischer Literaturwissenschaftler und Übersetzer.

## Leben
Jurij Luzkyj kam in Janczyn, dem heutigen Iwaniwka (Іванівка) im Rajon Peremyschljany der ukrainischen Oblast Lwiw zur Welt. Sein Vater Ostap Luzkyj (Остап Михайлович Луцький; 1883–1941) war ein ukrainischer Schriftsteller und polnischer Politiker, seine Mutter war eine Tochter von Stepan Smal-Stozkyj und die Schwester von Roman Smal-Stozkyj. Er schloss 1937 das Akademische Gymnasium in Lwiw ab und studierte im Anschluss an der Universität in Berlin Germanistik.
Vor Ausbruch des Zweiten Weltkriegs wechselte er auf Anraten seines Vaters, der an die englische Cambridge University. Er absolvierte sein Studium der englischen Literatur an der University of Birmingham und heiratete eine Engländerin. Im Dezember 1943 trat er in die britischen Armee ein und diente vier Jahre als russischsprachiger Dolmetscher für den britischen militärischen Nachrichtendienst im Nachkriegsdeutschland.
Nach seinem Militärdienst emigrierte er 1947 mit seiner Frau und seinen Zwillingstöchtern nach Kanada, wo er eine Anstellung als Lehrer für englische Literatur an der University of Saskatchewan in Saskatoon übernahm. Dort verfasste er 1949, gemeinsam mit Jaroslaw-Bohdan Rudnyzkyj (Ярослав-Богдан Рудницький; 1910–1995) eine moderne ukrainische Grammatik sowie 1950 das Handbuch Englisch für Ukrainer. Um seine Doktorarbeit zu schreiben wechselte er 1949 an die New Yorker Columbia University. Seine 1953 verfasste Dissertation war eine Monographie der Literaturpolitik in der Sowjetukraine. Zudem engagierte er sich während seiner New Yorker Zeit an der dortigen Ukrainischen Akademie der Künste und Wissenschaften in den USA, einer wichtigen wissenschaftlichen Einrichtung ukrainischer Emigranten, deren Mitglied er wurde.
Von 1952 bis 1984 war er als Professor an der Fakultät für slawische Sprachen und Literatur und Leiter der Abteilung für Slawistik an der University of Toronto beschäftigt. Er widmete sich der Aufklärung der englischsprachigen Welt über ukrainische Literatur, Kultur und Politik und war Vollmitglied der Shevchenko Scientific Society of Canada sowie 1976 Mitgründer und von 1976 bis 1982 stellvertretender Direktor des Canadian Institute of Ukrainian Studies.
Seine letzten zwei Lebensjahre war er so schwer erkrankt, dass er nicht den ihm verliehenen Antonowytsch-Preis in Kiew entgegennehmen konnte. Luzkyj starb 82-jährig in Toronto.

## Werk
Jurij Luzkyj verfasste, meist in englischer Sprache, 40 Werke zur ukrainischen Literatur. Darunter:
- 1956 „Literaturpolitik in der Sowjetukraine 1917–1934“
- 1971 „Zwischen Gogol und Schewtschenko“
- 1983 „Panteleimon Kulish“
- 1990 „Junge Ukraine: Kyrill und Methodius-Bruderschaft“
- 1991 „Ukrainische Literatur im 20. Jahrhundert“

Außerdem übersetzte er, mit Unterstützung seiner Frau Moira, ukrainischsprachige Werke von Mykola Chwylowyj, Mykola Kulisch, Pantelejmon Kulisch, Walerjan Pidmohylnyj, Jewhen Swerstjuk, Iwan Bahrjanyj, Dmytro Doroschenko, Walerjan Pidmohylnyj, Hryhorij Kostjuk (Григорій Олександрович Костюк; 1902–2002) und Pawlo Sajzew in die englische Sprache und überarbeitete Übersetzungen von Mychajlo Kozjubynskyj und Dmitrij Tschižewskij.